# Slunjski Moravci
Slunjski Moravci is een plaats in de gemeente Karlovac in de Kroatische provincie Karlovac. De plaats telt 93 inwoners (2001).